# Верхнетамбовское
Верхнетамбо́вское (до середины 1950-х годов название писалось как Ве́рхне-Тамбо́вское) — село в Комсомольском районе Хабаровского края, административный центр Верхнетамбовского сельского поселения.

## История
Село основано в 1862 году выходцами из Тамбовской губернии. Верхне-Тамбовский сельский Совет Нижнетамбовского района Хабаровского уезда был образован в 1926 году. В 1930 году в селе был организован колхоз им. Сталина. Колхозники выращивали овощи, овес, занимались рыболовством. В колхозе имелся сад, где выращивали малину, смородину, сливы, груши. Кроме этого, колхозники занимались животноводством.
В 2010 году построен и сдан в эксплуатацию административно-культурный центр, в 2012 году – обелиск Славы.

## География
Село Верхнетамбовское расположено на правом берегу реки Амур.
Расстояние от Верхнетамбовского сельского поселения до районного центра (г. Комсомольска-на Амуре) составляет 90 км. В летнее время перевозка пассажиров осуществляется водным транспортом, в зимнее время – по лесовозной дороге автомобильный транспортом.

## Население
| 1915 | 1926 | 1992 | 2002 | 2010 | 2011 | 2012 |
| ---- | ---- | ---- | ---- | ---- | ---- | ---- |
| 233  | ↗335 | ↘202 | ↘172 | ↗173 | ↗174 | ↘163 |
| 2013 | 2014 | 2015 | 2016 | 2017 | 2018 | 2019 |
| ↗168 | ↘166 | ↘164 | ↘159 | ↘155 | ↘154 | ↗166 |
| 2020 | 2021 |      |      |      |      |      |
| ↘163 | ↘129 |      |      |      |      |      |